# Norio Sugiura
Norio Sugiura (杉浦則夫 , Sugiura Norio) (* 9. April 1942 in Nagoya, Präfektur Aichi, Japan) ist ein japanischer Shibari-Fotograf. Seine stilprägenden Fotografien entstehen in Zusammenarbeit mit bedeutenden Bakushi wie Akira Naka (奈加あきら , Naka Akira), Mai Randa (乱田舞 , Randa Mai), Steve Osada (長田スティーブ , Osada Steve) und berühmten Shibari-Modellen wie Iroha Shizuki (紫月いろは , Shizuki Iroha), Sanae Momoi (桃色早苗 , Momoi Sanae), Yū Kawakami (川上ゆう , Kawakami Yū) und anderen. Neben seinen fotografischen Arbeiten tritt er seit den 2000er Jahren auch durch internationale Workshops zur Shibari-Fotografie in Erscheinung, zum Beispiel in der Schwelle7 in 2016 oder in Kopenhagen 2019. Außerdem war er an zwei Dokumentationen beteiligt, die sich mit Shibari-Künstlern in Japan befassen.

## Leben
Bis zu seinem 18. Lebensjahr lebte er in Nagoya, besuchte eine Designschule, die er jedoch erfolglos abbrach. Danach arbeitete er in Teilzeit als Requisiteur für eine TV-Puppenshow und in den frühen 1970er Jahren als Moderator und Beleuchter am Asakusa Tōyō Theatre, einem Strip-Theater.
Zu dieser Zeit waren die legendären Tänzer bereits im Ruhestand und die Unterhaltungsindustrie befand sich im Niedergang. Auf der anderen Seite erlebten erotische Filme („Pink Films“, ピンク映画) ein bemerkenswertes Comeback. Um 1973 machte ihn der verstorbene Hachiro Tako mit Oniroku Dan bekannt, und er begann, als Produktionsassistent für Oni Productions zu arbeiten.
Damals produzierte Oni Productions Pink Films und führte erotische Theaterstücke auf, die etwa eine Stunde lang zwischen den Vorstellungen in Pornokinos gezeigt wurden. Mehr als zehn Theatergruppen in Tokio nahmen an diesen Aufführungen teil, und Oni Productions war sehr aktiv an der Produktion von Oniroku Dan beteiligt, mit Machiko Beni und Hachiro Tako an der Spitze der Truppe.
Später veröffentlichte Oni Productions „SM King“, an dem er als Redakteur beteiligt war. Nach drei bis vier Jahren Erfahrung in der SM-Fotografie machte er sich als Fotograf selbstständig. Er arbeitete hauptsächlich für „SM Select“ und „SM Fan“, die damaligen Hauptmagazine von SM, und gegen Ende der Shōwa-Zeit (bis 1989) war er auch für die Titelblattgrafiken von „SM Mania“ und „SM Secret Stories“ verantwortlich. Zu dieser Zeit erlebten die SM-Magazine ihre größte Blütezeit, und Größen wie Oniroku Dan, Tadao Chigusa, Akira Minomura und Takashi Tsujimura zogen eine große Zahl von Lesern an.
Danach wechselte er zu Sanwa Shuppan (三和出版), wo er bis heute SM-Fotokollektionen und die Titelblätter verschiedener Mania-Magazine fotografiert hat.

## Schaffen
Sugiura ist einer der produktivsten und einflussreichsten zeitgenössischen japanischen Shibari-Fotografen. Er publiziert regelmäßig seit den 1970ern und prägt mit seinem Stil, der sich durch kontrastreiche, mit Licht und Schatten spielenden Bilder geprägt ist, das Bild von Shibari. Der intensive Ausdruck seiner Bilder kommt auch von den starken Emotionen, die sich auf den Gesichtern der Modelle zeigen, sowie die eleganten, zum Teil extremen Körperhaltungen. Dabei verbindet er vielfältige Shibari-Techniken und Stile mit extrem stilisierter Fotografie und greift auch auf eine Vielzahl unterschiedlicher Settings und Objekte zu, die in die Bildkomposition integriert werden.
Im Laufe seiner Karriere arbeitete er mit vielen etablierten Modellen wie Yū Kawakami (川上ゆう , Kawakami Yū), Sanae Momoi (桃色早苗 , Momoi Sanae), Iroha Shizuki (紫月いろは , Shizuki Iroha) und Miho sowie namhaften Bakushi, wie Chimuo Nureki (濡木痴夢男 , Nureki Chimuo), Haruki Yukimura (雪村春樹 , Yukimura Haruki), Mai Randa (乱田舞 , Randa Mai), Akira Naka (奈加あきら , Naka Akira) und Steve Osada (長田スティーブ , Osada Steve) zusammen. Auf diese Weise kamen der spezielle Ausdruck der Modelle, die individuellen Stile der Bakushi und die besondere fotografische Ästhetik von Norio Sugiura zusammen.
Seine Fotografien geben, auch durch die Kooperationen mit Bakushi aus allen verbreiteten Stilen, eine wichtige ästhetische Orientierung und beeinflussen nicht nur die Arbeit von Shibari-Fotografen in Japan und weltweit, sondern inspirieren auch Menschen, die Shibari betreiben, so dass seine Bilder sowohl fotografisch als auch fesseltechnisch einflussreich sind. Neben seinen Tätigkeiten als Fotograf gibt er auch Fotografie-Workshops in den USA, Australien und Europa.

## Einflüsse und Stil
Sugiura Norio wurde stark von Oniroku Dan (団鬼六 , Dan Oniroku) beeinflusst und war ein Zeitgenosse Itō Seiyus. Sugiura ist stark von der traditionellen Ästhetik der Shōwa-Zeit geprägt, was sich in der Kleidung der Modelle und dem räumlichen Setting (meist traditionelle japanische Häuser im Machiya-Stil) zeigt. Diese beiden Quellen zeigen sich deutlich in den Fotografien und erzeugen ein klassisches, traditionelles Bild des japanischen Shibari.
Viele Aspekte der Bilder Sugiuras erinnern an die Werke Itō Seiyus und spiegeln die klassische Ästhetik traditionell gestaltet Shibari-Darstellungen wider. Die Ähnlichkeiten in der Ästhetik zu den gezeichneten Bildern Kaname Ozumas (小妻要 , Ozuma Kaname) sind deutlich, mit einem großen Unterschied: Während Ozuma häufig stark tätowierte Frauen zeichnete finden sich bei Sugiura keinerlei Bilder von tätowierten Frauen. Dies ist kein Zufall, sondern ist Teil des Konzepts seiner Bilder, bei denen es oft um die „gefallene Unschuld“ geht, was sich in der Vorstellungswelt Sugiuras nicht mit großflächigen Tätowierungen vereinbaren lässt.

## Werke
Die Werke in diesem Abschnitt sind eine Auswahl publizierter Bildbände. Sugiuras Beiträge in Magazinen wie Sniper und Mania sind aufgrund fehlender bibliographischer Angaben nicht mit aufgenommen. Neben den gedruckten Bildbänden publiziert Sugiura noch weitere Bilder direkt auf seiner Website.
- 『兄・妹』(Keimai), Alice Publishing (アリス出版), Tokio, 1976
- 『美少女・早坂アキ―ハイビスカス 』(Bishōjo Hayasaki Aki - Haibisukasu), Tōkyō sanseisha (東京三世社), Tokio, Juli 1982, ISBN 978-4-88570-302-7
- 『Actress Series 杉本 未央』(Actress Series Sugimoto Mio), Tōkyō sanseisha (東京三世社), Tokio, Dezember 1982, ISBN 978-4-88570-310-2
- 『華景色 ―麻生澪写真集 (美少女館シリーズ (30)) (Hanakeishoku Asō Mio Shashinshū (Bishōjokan Series (30))), Eichi Shuppan (英知出版), Januar 1987
- 『美少女ＳＭ―石原めぐみ写真集』(Bishōjo SM - Ishihara Megumi Shashinshū), Sanwa Mook (三和出版), Tokio, Januar 1994
- 『Remember To―沢田奈緒美写真集』(Remember to - Sawada Naomi Shashinshū), Eichi Shuppan (英知出版), Dezember 1994, ISBN 978-4-7542-1342-8
- 『淫花繚乱―平松ケイSM写真集 』(Midara hana ryōran - Hiramatsu Kei SM Shashinshū), Taiyō Tosho (大洋図書), Tokio, Februar 2000, ISBN 978-4-8130-0326-7
- 『絢爛―音咲絢SM写真集』(Kenran - Oto Saya SM Shashinshū), Sanwa Mook (三和出版), Tokio, September 2002, ISBN 978-4-88356-934-2
- 『 緊縛写真』, (Kinbakushashin), in: 『杉浦則夫電網雑誌』, (Sugiura Norio den'en zasshi), Eigenverlag, Tokio, 2002~
- 『猥褻の縄―杉浦則夫自選SM写真集』(Waisetsu no nawa - Sugiura Norio jisen SM Shashinshū), Sanwa Mook (三和出版), Tokio, Januar 2003, ISBN 978-4-88356-953-3
- 『マニア倶楽部―美少女メモリアル』(Mania Kurabu - Bishōjo memoriaru), Sanwa Mook (三和出版), Tokio, Januar 2004
- 『 緊縛写真』(Kinbakushashin), in: 『杉浦則夫緊縛桟敷』(Sugiura Norio kinbaku sajiki), Eigenverlag, Tokio, 2005~
- 『緊縛伽噺―杉浦則夫緊縛写真集』(Kinbaku togibanashi - Sugiura Norio kinbakushashinshū), Sanwa Mook (三和出版), Tokio, Juli 2006, ISBN 978-4-7769-0180-8
- 『緊縛伽噺 3―杉浦則夫緊縛写真集』(Kinbaku togibanashi 3 - Sugiura Norio kinbakushashinshū), Sanwa Mook (三和出版), Tokio, Dezember 2007, ISBN 978-4-7769-0298-0
- 『昭和緊縛史』(Shōwa kinbakushi), Eigenverlag, Tokio, 2007~
- „Bakushi“, Dokumentarfilm. Regie: Ryūichi Hiroki, Produktion: Adness, Arcimboldo Y.K., AT Entertainment, 31. Mai 2008
- 『緊縛映像美集 川上ゆう…しかし本当の快楽は』(Kinbaku eizōbishū Kawakami Yū... shikashi hontō no kairaku ha), Eigenverlag, Tokio, (2008)
- 『縄濡れ尻美人』(Nawanureshiri bijin), Sanwa Mook (三和出版), Tokio, August 2008, ISBN 978-4-86135-478-6
- 『緊縛伽噺 4―杉浦則夫緊縛写真集』(Kinbaku togibanashi 4 - Sugiura Norio kinbakushashinshū), Sanwa Mook (三和出版), Tokio, August 2008, ISBN 978-4-7769-0342-0
- 『緊縛写真の黄金期 1』(Kinbakushashin no ōgonki), Sanwa Mook (三和出版), Tokio, September 2008, ISBN 978-4-7769-0354-3
- 『緊縛図絵コレクション』(Kinbaku zue collection), Sanwa Mook (三和出版), Tokio, Januar 2009, ISBN  978-4-7769-0394-9
- 『緊縛伽噺 5―杉浦則夫緊縛写真集』(Kinbaku togibanashi 5 - Sugiura Norio kinbakushashinshū), Sanwa Mook (三和出版), Tokio, April 2009, ISBN 978-4-7769-0423-6
- 『美肉魔淫回廊』(Binikuma'in kairō), Sanwa Mook (三和出版), Juli 2009, ISBN 978-4-86135-584-4
- 『緊縛伽噺 6―杉浦則夫緊縛写真集』(Kinbaku togibanashi 6 - Sugiura Norio kinbakushashinshū), Sanwa Mook (三和出版), Tokio, Oktober 2009, ISBN 978-4-7769-0475-5
- 『緊縛マゾヒズム大塚ひな―杉浦則夫SMライヴ写真集』(Kinbaku masohisumu Ōtsuka Hina - Sugiura Norio SM Live Shashinshū), Sanwa Mook (三和出版), Tokio, November 2009, ISBN 978-4-7769-0486-1
- 『緊縛草双紙』(Kinbaku kusazōshi), Sanwa Mook (三和出版), Tokio, Juni 2010, ISBN 978-4-7769-0544-8
- 『緊縛伽噺コレクション・上巻 』(Kinbaku togibanashi collection - Jōki), Sanwa Mook (三和出版), Tokio, Oktober 2010, ISBN    978-4-7769-0581-3
- 『緊縛伽噺コレクション・中巻 』(Kinbaku togibanashi collection - Chuuki), Sanwa Mook (三和出版), Tokio, Juni 2011, ISBN    978-4-7769-0648-3
- 『緊縛伽噺コレクション・下巻 』(Kinbaku togibanashi collection - Shitaki), Sanwa Mook (三和出版), Tokio, Dezember 2011, ISBN    978-4-7769-0581-3
- 『愛奴映像クラブ・川上ゆう―杉浦則夫撮り下ろし緊縛SM映像集』(Aido eizō club - Kawakami Yū - Sugiura Norio torioroshi kinbaku SM eizōshū), Sanwa Mook (三和出版), Tokio, April 2011, ISBN 978-4-7769-0637-7
- 『プライベート緊縛記録 和室編』(Puraibeto kinbakukiroku washitsu hen), Eigenverlag, Tokio, 2012
- 『映像 緊縛伽噺』(Eizō kinbaku togibanashi), Sanwa Mook (三和出版), Tokio, Januar 2012, ISBN 978-4-7769-0757-2
- 『悦虐の華』(Etsugyaku no hana), Sanwa Mook (三和出版), Tokio, November 2012, ISBN 978-4-7769-0926-2
- 『映像 緊縛遊戯』(Eizō kinbaku yūgi), Sanwa Mook (三和出版), Tokio, Dezember 2012, ISBN 978-4-7769-0939-2
- 『縄の檻』(Nawa no ori), Sanwa Mook (三和出版), Tokio, Mai 2013, ISBN 978-4-7769-1012-1
- 『艶縄の餐宴』(Enjō no kyōen), Sanwa Mook (三和出版), Tokio, Oktober 2013, ISBN 978-4-7769-1080-0
- 『愛奴映像クラブ Vol. 2』(Aido eizō club Vol. 2), Sanwa Mook (三和出版), Tokio, November 2013, ISBN 978-4-7769-1100-5
- 『愛奴映像倶楽部 Vol.3』(Aido eizō club Vol. 3), Sanwa Mook (三和出版), Tokio, April 2014, ISBN 978-4-7769-1166-1
- 『悦虐耽美館―緊縛SMの写真と映像 杉浦則夫写真集』(Etsugyaku tambikan - Kinbaku SM shashin to eizō - Sugiura Norio shashinshū), Sanwa Mook (三和出版), Tokio, Oktober 2014, ISBN 978-4-7769-1237-8
- 『恥辱の館』(Chijoku no kan), Sanwa Mook (三和出版), Tokio, Dezember 2014, ISBN 978-4-7769-1271-2
- 『緊縛綺譚』(Kinbaku kitan), Sanwa Mook (三和出版), Tokio, September 2015, ISBN 978-4-7769-1589-8
- „Botan no sasayaki“, Dokumentarfilm. Regie: Vincent Guilbert, selbst produziert, 10. April 2016
- 『悦虐愛奴館, Vol.6』(Etsugyaku aiyatsukan Vol. 6), Sanwa Mook (三和出版), Tokio, Juli 2020, ISBN 978-4-7769-2319-0
- 『淫翳礼讃』(Inkage raisan), Sanwa Mook (三和出版), Tokio, April 2021, ISBN 978-4-7769-2399-2